# Scone
Scone (škot. Sgàin), selo u središnjoj Škotskoj s 4,430 stanovnika. Razvilo se oko srednjovjekovnog samostana i kraljevske rezidencije.
U tom današnjem selu bilo je tradicionalno središte Pikta, a u 9. stoljeću je Kenneth MacAlpin, prvi kralj Škota i Pikta, donio Kamen Sudbine, na kojem su se stoljećima krunili škotski kraljevi.

## Vanjske poveznice
- Scone, Škotska - Britannica Online (engl.)